# Therioaphis trifolii
Therioaphis trifolii är en insektsart som först beskrevs av Monell 1882.  Therioaphis trifolii ingår i släktet Therioaphis och familjen långrörsbladlöss. Inga underarter finns listade i Catalogue of Life.